# Kabuhuha
Kabuhuha är ett periodiskt vattendrag i Burundi.   Det ligger i provinsen Ngozi, i den norra delen av landet, 80 kilometer nordost om huvudstaden Bujumbura.
Omgivningarna runt Kabuhuha är en mosaik av jordbruksmark och naturlig växtlighet. Runt Kabuhuha är det tätbefolkat, med 427 invånare per kvadratkilometer.